# 亞美尼亞國會大樓

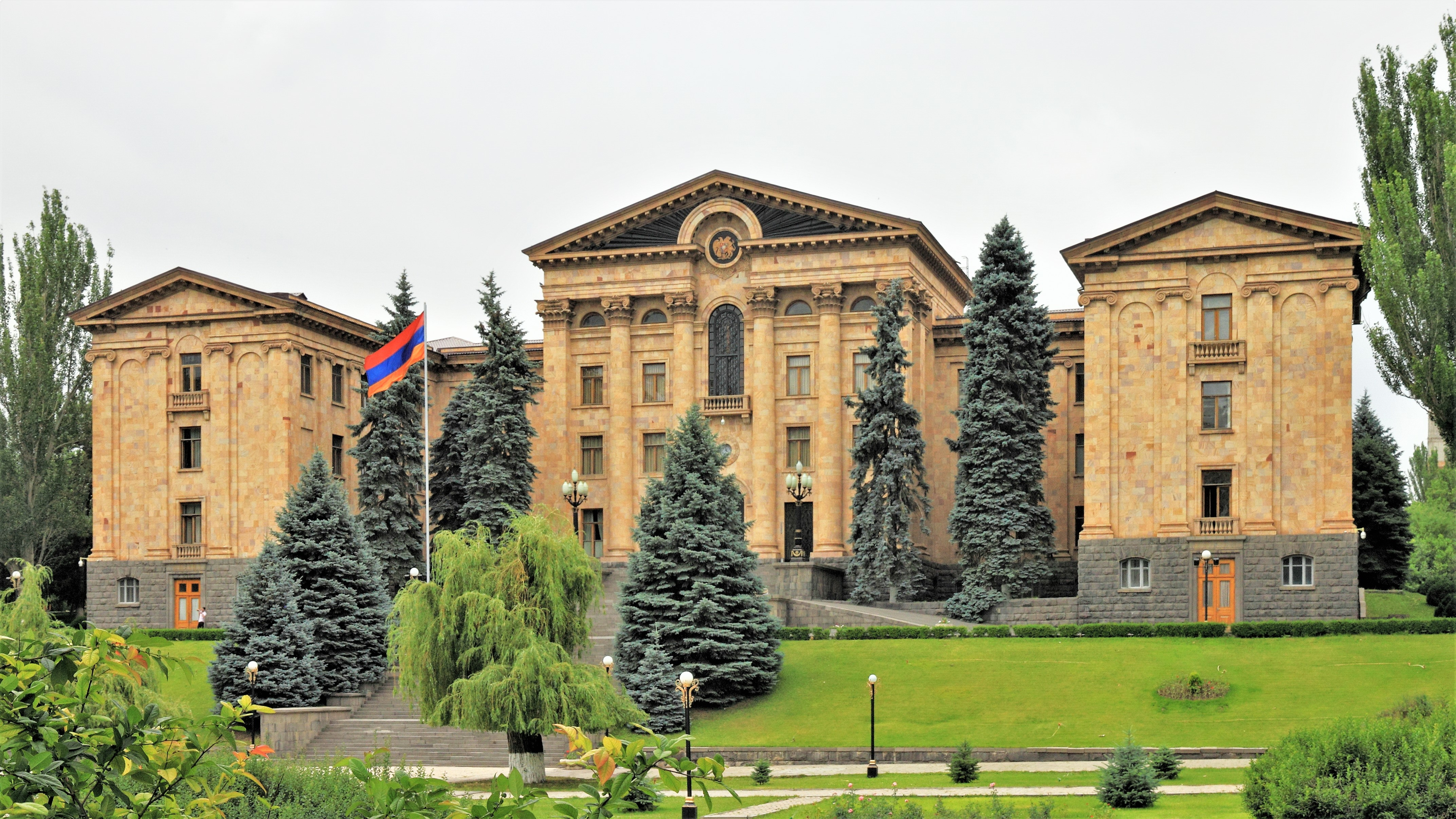

亞美尼亞國會大樓是亞美尼亞國會的辦公地點，位於亞美尼亞首都埃里溫巴格拉米揚大道。建築由Mark Grigorian設計，開工於1948年，竣工於1950年。